# 빌럼 판 아셀트

빌럼 판 아셀트 박사

빌럼 J. 판 아셀트 (Willem J. van Asselt , 1946년 4월 30 일- 2014년 5월 29일)는 네덜란드 개혁 교회의 역사신학 교수이며 목사였다. 그는 위트레흐트 대학교에서 신학을 공부 한 후 1988년에 박사 학위를 받았다. 그는 1990년부터 사망하기 전까지 위트레흐트의 고전 개혁 신학부의 학장을 지냈다. 그는 1993년 위트레흐트에서 도슨트가 되었다. 그는 2008년 ETF 루벤에서 역사 신학 교수로 임명되었고 후기 종교개혁 연구소를 설립했다. 2010년  "Scholasticism Reformed"라는 기념 논문집을 출판하였는데 리차드 멀러가 추천사를 썼다. 열정과 사랑이 많은 학자요 성직자였다. 

## 저서
- Reformed Thought on Freedom: The Concept of Free Choice in Early Modern Reformed Theology ( Grand Rapids, MI: Baker Academic, 2010) Edited with J. Martin Bac, and Roelf T. te Velde